# Севё
Севё (фр. Seveux) — коммуна во Франции, находится в регионе Франш-Конте. Департамент — Верхняя Сона. Входит в состав кантона Жи. Округ коммуны — Везуль.
Код INSEE коммуны — 70491.

## География

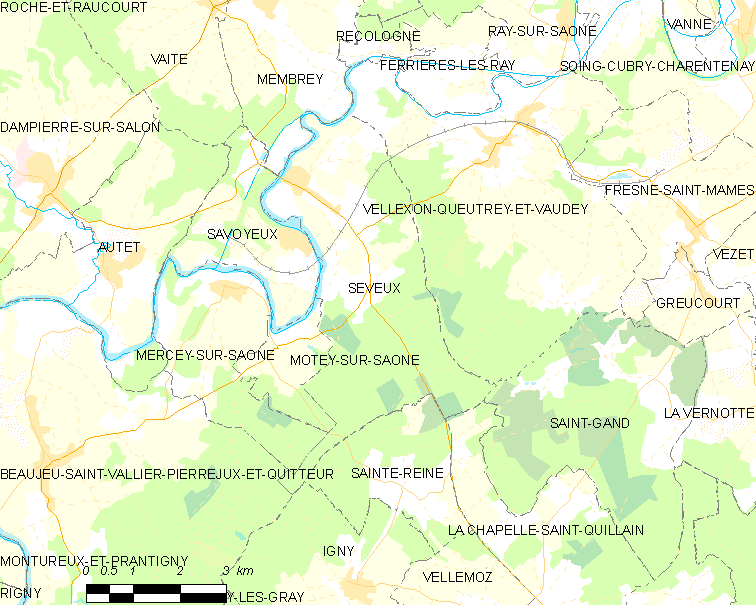
Карта коммуны

Коммуна расположена приблизительно в 290 км к юго-востоку от Парижа, в 45 км северо-западнее Безансона, в 32 км к западу от Везуля.
Вдоль северо-западной границы коммуны протекает река Сона. Около половины территории коммуны занимают леса.

## Население
Население коммуны на 2010 год составляло 467 человек.
| 1962 | 1968 | 1975 | 1982 | 1990 | 1999 | 2010 |
| ---- | ---- | ---- | ---- | ---- | ---- | ---- |
| 436  | 460  | 469  | 483  | 514  | 462  | 467  |

## Экономика
В 2010 году среди 294 человек трудоспособного возраста (15—64 лет) 211 были экономически активными, 83 — неактивными (показатель активности — 71,8 %, в 1999 году было 70,3 %). Из 211 активных жителей работали 193 человека (105 мужчин и 88 женщин), безработными было 18 (9 мужчин и 9 женщин). Среди 83 неактивных 19 человек были учениками или студентами, 38 — пенсионерами, 26 были неактивными по другим причинам.

## Достопримечательности
- Замок Севё (XV век). Исторический памятник с 2003 года[3]